# 布萊恩·福克斯
布萊恩·J·福克斯（英語：Brian J. Fox，1959年12月11日—），生於麻薩諸塞州波士頓，美國程式設計師，企業家與顧問。他是Bash的原作者。

## 生平
1985年，進入自由软件基金会工作。在這段期間，他開發了GNU Bash，GNU Makeinfo，GNU Info，GNU Finger，readline以及其他軟體庫。
1989年6月，他釋出了Beta版的Bash Shell。直到1993年為止，他都是Bash的主要官方維護者。此外，他也擔任過一段時間Emacs的官方維護者。